# Olmeta-di-Capocorso
Olmeta-di-Capocorso (korziško Olmeta di Capicorsu) je naselje in občina v francoskem departmaju Haute-Corse regije - otoka Korzika. Leta 1999 je naselje imelo 112 prebivalcev.

## Geografija
Kraj, sestavljen iz več zaselkov, leži na severovzhodu otoka Korzike na rtu Cap Corse, 34 km severozahodno od središča Bastie.

## Uprava
Občina Olmeta-di-Capocorso skupaj s sosednjimi občinami Brando, Canari, Nonza, Ogliastro, Olcani, Pietracorbara in Sisco sestavlja kanton Sagro-di-Santa-Giulia s sedežem v Brandu. Kanton je sestavni del okrožja Bastia.

## Zanimivosti
- cerkev sv. Cezarija iz začetka 16. stoletja, zaselek Grillasca,
- genoveški stolp Torra di Negru iz 16. stoletja,
- stari most Pont à 2 arches.